# Anfidromie
Le Anfidromie (in greco antico: Ἀμφιδρόμια?) erano i festeggiamenti che si tenevano nelle famiglie ateniesi in occasione della nascita di un bambino.

## Storia

### La data
Non era fissato alcun giorno preciso per queste feste, che si svolgevano comunque in ambito familiare qualche giorno dopo il parto. Nell'antica Grecia la mortalità infantile era altissima e la maggior parte dei decessi si verificavano entro la prima settimana dalla nascita. La cerimonia veniva perciò generalmente differita a quando il bambino avesse superato qualche giorno d'età e quindi le probabilità di sopravvivenza fossero aumentate.
La maggior parte degli studiosi ritiene che la festa si svolgesse dopo la prima settimana dalla nascita; secondo la Suda, invece, la festa era fissata al quinto giorno di vita, quando le maieutrie (le levatrici), ossia le donne che avevano prestato la loro assistenza al parto, si erano lavate le mani, in quanto la vera cerimonia delle Anfidromie era di solito preceduta da questi atti di purificazione.
Riporta infatti la Suda:
(Suda, Adler alpha,1722)

### La cerimonia
Alla festa delle Anfidromie erano invitati gli amici e i parenti dei genitori. Il rito si svolgeva nella casa paterna di sera e gli invitati si presentavano con doni, fra i quali di solito c'erano seppie e polpi. L'esterno della casa veniva decorato con rami di olivo, se il neonato era di sesso maschile, o con ghirlande di lana se di sesso femminile. Agli ospiti veniva offerto un rinfresco dopo il quale, a giudicare da un frammento di Efippo, poeta comico ateniese della commedia di mezzo (IV secolo a.C.), gli ospiti avrebbero dovuto essere piuttosto allegri.
Il bambino veniva poi fatto girare attorno al focolare portato in braccia dalle levatrici, e presentato agli dei della casa e alla famiglia; poco dopo il bambino veniva preso in braccio dal padre e riceveva il nome proprio, evento del quale gli ospiti erano testimoni. La corsa attorno al focolare col bambino era il punto chiave delle Anfidromie, poiché proprio dalla corsa ne derivava il nome (in greco antico: Ἀμφιδρόμια?, "corsa intorno"); ma lo scoliasta di Aristofane attribuisce l'etimologia al fatto che gli ospiti, quando veniva dato il nome al bambino, camminavano o danzavano vicino a lui). Qualche volta le Anfidromie erano chiamate con un nome derivato dal giorno in cui si erano svolte: se celebrate nel settimo giorno venivano chiamate ἕβδομαι o ἕβδομας, se nel decimo giorno, δεκάτη,.